# Schiedam-Zuid
De wijk Schiedam-Zuid is een wijk tussen het centrum van Schiedam en de Nieuwe Maas. Schiedam Zuid wordt in het noorden begrensd door de Oranjestraat en de Gerrit Verboonstraat, in het oosten door de Buitenhaven en de Voorhaven, in het zuiden door de Nieuwe Maas en in het westen door de Spuihaven, de Willem de Zwijgerlaan en de Schoolstraat.
Schiedam-Zuid omvat een drietal buurten:
- De Gorzen, een volksbuurt uit het begin van de twintigste eeuw. In de Gorzen woonden voornamelijk arbeiders van de Schiedamse scheepswerven Wilton Fijenoord, de Nieuwe Waterweg en Gusto. Voetbaltrainer John de Wolf is afkomstig uit de Gorzen.
- De Plantage, tussen de Nieuwe Haven en de Buitenhaven. Centraal in deze buurt ligt het oudste stadspark van Nederland (met de naam Plantage), dat in 1767 werd aangelegd naar een ontwerp van de stadsarchitect Arij van Bol'es. In 1826 vond een herindeling plaats naar ontwerp van de bekende landschapsarchitect J.D. Zocher jr.
- Het Nassaukwartier, tussen de Westerhaven en Schiedam West. Ook deze buurt stamt uit het begin van de twintigste eeuw.

Stad: Schiedam    Buurtschappen: Kerkbuurt · Windas

Wijken: Bijdorp · 's-Gravelandsepolder · Groenoord · Kethel · Nieuw-Mathenesse · Nieuwland · Schiedam-Oost · Schiedam-West · Schiedam-Zuid · Spaanse Polder · Spaland · Stadscentrum · Woudhoek

Zuid-Holland: Steden en dorpen    Nederland: Provincies · Gemeenten